# Joachim Rake
Joachim Rake (* 12. April 1912 als Hans-Joachim Rake in Marburg; † 18. Februar 2000 in Hollenstedt) war ein deutscher Schauspieler und Sprecher.

## Leben
Nach dem Abitur absolvierte der Pfarrerssohn zunächst eine Tischlerlehre. Anschließend nahm er an der 'Schauspielschule des Deutschen Theaters Berlin' Schauspielunterricht bei Heinz Hilpert. Nebenbei absolvierte Rake ein Architekturstudium. Nahezu zeitgleich (1937) gab er seinen Einstand vor der Filmkamera. Es folgten Verpflichtungen an kleinere Bühnen (‘Theater der Jugend’, ‘Rose-Theater’). Mit seiner Verpflichtung ins schlesische Glogau 1938 versandete Rakes Filmkarriere zunächst.
Seit 1941 eingezogen, konnte Joachim Rake erst bei Kriegsende 1945 seine künstlerische Laufbahn fortsetzen. Er fand zunächst Arbeit als Pianist, siedelte sich aber wenig später (1947) in Hamburg an und setzte an dortigen Spielstätten (‘Intimes Theater’, ‘Komödie’) seine Laufbahn als Schauspieler fort. 1955 führte ihn eine Verpflichtung als Schauspieler und Regisseur nach Zürich, ehe er 1960 von Gustaf Gründgens nach Hamburg zurückgeholt wurde. Seit 1966 trat Rake verstärkt im Rahmen von Festspielen auf, bis er sich 80-jährig 1992 weitgehend aus dem Berufsleben zurückzog. Seinen letzten Auftritt absolvierte Rake 1998 an Hamburgs St. Pauli-Theater.
Daneben spielte er nach dem Krieg in zahlreichen Film- und Fernsehproduktionen, u. a. neben Heinz Rühmann in Keine Angst vor großen Tieren, in Frank Wisbars Kriegsdrama Hunde, wollt ihr ewig leben, neben Hildegard Knef in Yves Allégrets Mädchen aus Hamburg, im Edgar-Wallace-Krimi Die toten Augen von London, in Bernhard Wickis Satire Das Wunder des Malachias, im Krimi Wartezimmer zum Jenseits (nach James Hadley Chase) und im Jerry-Cotton-Thriller Schüsse aus dem Geigenkasten. Daneben übernahm er viele Gastauftritte in Fernsehserien und -reihen wie Sonderdezernat K1, Hamburg Transit, Die 5. Kolonne und Stahlnetz. Besondere Popularität erreichte er in seiner Rolle als Förster Poelzig, den er von 1966 bis 1970 in der Fernsehserie Lautlose Jagd verkörpert.

## Privatleben
Joachim Rake war verheiratet und Vater von zwei Kindern.

## Hörspiel
Darüber hinaus wirkte er als Sprecher bei zahlreichen Hörspielproduktionen mit, u. a. bei Episoden beliebter Jugendhörspielreihen des Labels Europa wie Ein Fall für TKKG: Die Opfer mit der kühlen Schnauze, Die drei ??? und der tanzende Teufel und Fünf Freunde verfolgen die Strandräuber sowie als Iwan Ogareff in Der Kurier des Zaren (nach Jules Verne; Zebra 1975;), als Dr. Livesey in Die Schatzinsel (nach Robert Louis Stevenson; PEG), als Abd el Mod in Die Sklavenkarawane (nach Karl May; EUROPA), als Rattler in Winnetou (Paradiso) und als Lt. Starbuck in Moby Dick (nach Herman Melville; EUROPA 1972). Außerdem arbeitete er als Synchronsprecher (u. a. für Joseph O’Conor in Jagd auf "Z").

## Auszeichnungen
Von der Genossenschaft Deutscher Bühnenangehöriger (GDBA) wurde Rake das große goldene Ehrenzeichen verliehen.

## Filmografie (Auswahl)
- 1937: Alarm in Peking
- 1938: Ich liebe Dich
- 1938: Rote Orchideen
- 1938: Pour le Mérite
- 1950: Dreizehn unter einem Hut
- 1950: Export in Blond
- 1952: Die Diebin von Bagdad
- 1953: Keine Angst vor großen Tieren
- 1953: Komm zurück
- 1954: Die goldene Pest
- 1955: Vatertag
- 1955: Liebe, Tanz und 1000 Schlager
- 1957: Träume von der Südsee
- 1958: Stahlnetz: Bankraub in Köln
- 1958: Hunde, wollt ihr ewig leben
- 1958: Das Mädchen aus Hamburg (La fille de Hambourg)
- 1958: Stahlnetz: Die Tote im Hafenbecken
- 1959: Stahlnetz: Das Alibi
- 1959: Verbrechen nach Schulschluß
- 1960: Das Glas Wasser
- 1960: Stahlnetz: Die Zeugin im grünen Rock
- 1961: Bei Pichler stimmt die Kasse nicht
- 1961: Das Wunder des Malachias
- 1961: Gestatten, mein Name ist Cox! (1. Staffel)
- 1962: Hütet eure Töchter!
- 1962: Stahlnetz: In jeder Stadt …
- 1963: Begegnung in Salzburg
- 1963: Hafenpolizei (Fernsehserie): Marihuana
- 1964: Wartezimmer zum Jenseits
- 1965: Abenteuerliche Geschichten (TV-Serie, 2 Folgen)
- 1965: Schüsse aus dem Geigenkasten
- 1965: Gestatten, mein Name ist Cox!: Das Ausstellungsstück
- 1966: Die fünfte Kolonne: Das verräterische Licht
- 1966: Hinter diesen Mauern
- 1966–1970: Lautlose Jagd (26 Folgen)
- 1967: Das größte Spiel (Det Største spillet)
- 1967: Ein Fall für Titus Bunge (Fernsehserie): Die Diamanten-Lok
- 1968: Zirkus meines Lebens (TV-Serie)
- 1968: Das Ferienschiff (TV-Serie)
- 1968: Zur Hölle mit den Paukern
- 1969: Kim Philby war der dritte Mann
- 1969: Sieben Tage Frist
- 1969: Marinemeuterei 1917
- 1970: Perrak
- 1970: Der Polizeiminister
- 1972: Sonderdezernat K1 (Fernsehserie): Mord im Dreivierteltakt
- 1972: Hamburg Transit (Fernsehserie): Der Blechsarg
- 1973: Die Kriminalerzählung (TV-Serie)
- 1973: …aber Jonny!
- 1976: Schaurige Geschichten: Böses Erwachen
- 1980: Tatort: Hände hoch, Herr Trimmel!
- 1981: Der Fuchs von Övelgönne (9 Folgen)
- 1982: Kreisbrandmeister Felix Martin (mehrere Folgen)
- 1986: Vertrauen gegen Vertrauen

## Anmerkung
1. ↑  lt. Filmarchiv Kay Weniger

| Personendaten    | Personendaten                       |
| ---------------- | ----------------------------------- |
| NAME             | Rake, Joachim                       |
| KURZBESCHREIBUNG | deutscher Schauspieler und Sprecher |
| GEBURTSDATUM     | 12. April 1912                      |
| GEBURTSORT       | Marburg                             |
| STERBEDATUM      | 18. Februar 2000                    |
| STERBEORT        | Hollenstedt                         |